# Doppelganger (personaje)
Doppelganger, también llamado Spider-Doppelganger, es un personaje ficticio y supervillano que aparece en los cómics estadounidenses publicados por Marvel Comics.

## Historial de publicación
Doppelganger apareció por primera vez en Guerra del Infinito y fue creado por Jim Starlin, Ron Lim y Al Milgrom.

## Biografía ficticia
Dopelganger es un duplicado malvado y casi mental de Spider-Man que fue creado por Magus durante la batalla conocida como la Guerra del Infinito. La criatura de ocho miembros fue uno de los muchos doppelgängers creados por Magus durante este conflicto. El Doppelganger posee la fuerza, la velocidad, las habilidades para escalar paredes y el sentido de la araña de Spider-Man, y también tiene seis brazos, garras, colmillos y la capacidad de producir sus propias correas afiladas. Actúa como un animal, y gruñe y silba en lugar de hablar.
El Doppelganger comenzó la vida como un fractal vivo, un patrón geométrico en la Dimensión de las Manifestaciones, capaz de asumir las formas y atributos de cualquier ser, real o abstracto. Cuando un misterioso Mago se propone obtener el vasto poder del Guantelete del Infinito, contrata al fractal dominante, Prime Manifester Anthropomorpho, para transformar varios fractales jóvenes en versiones monstruosas de los superhéroes de la Tierra; El Doppelganger es una de esas creaciones, basada en Spider-Man. Él y sus hermanos son enviados a la Tierra para atacar a los héroes en la llamada Guerra del Infinito. El Doppelganger interrumpe una pelea entre Spider-Man y Hobgoblin, que empala a la criatura sobre una cerca. Aunque la mayoría de los dobles fractales fueron completamente destruidos al ser derrotados, el Demoduende demoníaco recupera el Doppelganger, quien lo infunde con energía sobrenatural, lo que le permite permanecer en la dimensión de la Tierra incluso después de la derrota de Magus. Demogoblin dirige al Doppelganger en un rencor contra Hobgoblin, a quien protege el altruista Spider-Man. La lucha del cuarteto se une a otra batalla en la que el supernatural Ghost Rider y Blaze luchan contra un grupo de demonios Deathspawn y el nemesis asesino de Spider-Man, Venom. Posteriormente, tanto el Doppelganger como el Demoduende son llevados a la clandestinidad por el Engendro de la Muerte, con dos Engendros de la Muerte que toman brevemente la residencia silenciosa dentro del cuerpo del Doppelganger. 

### Maximum Carnage
Después de estar separado del Demoduende, el desorientado Doppelganger deambula por Nueva York durante algún tiempo. Al comienzo de la historia de Maximum Carnage, es atacada por el psicótico Carnage, que confunde a la criatura con su enemigo mortal, Spider-Man. Sin embargo, la compañera de Carnage, Shriek, igualmente demente, muestra simpatía por el Doppelganger, y la pareja trastornada presenta a su nuevo "hijo" al "placer" de un asesinato al azar. Durante su juerga, a los tres se les unen Demoduende y Carrion; también luchan contra Spider-Man, Black Cat, Cloak y Dagger, Venom, Estrella de Fuego, Morbius, y otros. El Doppelganger se dedica a Shriek; Cuando Carnage la ataca por comportamiento rebelde, surge en su defensa, pero Carnage la destruye y la patea a la calle varias historias más abajo, supuestamente matándola. Carnage y los demás fueron derrotados poco después.
Doppelganger reaparece, con una nueva configuración física, tratando de rescatar a Shriek (a quien se supone que estuvo visitando de manera encubierta en Ravencroft) desde un camión blindado, pero se le disparó a la mitad en el proceso. Doppelganger es recolectado por Industrias Hall, reaviva en la mesa de autopsias y se une a Shriek para causar el caos en Nueva York. Cuando Doppelganger intenta salvar a Shriek del nuevo simbionte Scorn, es derribado y obligado a huir con Carnage. Cuando Carnage supera a una ciudad de Colorado, el equipo de Mercury puede localizarlo atacando y siguiendo a Doppelganger, a quien se le conoce como "esa cosa espeluznante que se parece a Spider-Man". Doppelganger más tarde ayuda a Carnage a luchar contra el equipo de Mercury, y se muestra escapar después de que capturan a Carnage, y una parte de la ciudad es bombardeada con fuego.por los militares.
Doppelganger se muestra más tarde entre los tótems de araña reunidos para ayudar a combatir a Morlun y los otros herederos en Spider-Verse.

## Poderes y habilidades
Las habilidades del Doppelganger son muy similares a las de Spider-Man, incluida la fuerza sobrehumana (capaz de levantar 65 toneladas), la agilidad, la resistencia, los reflejos y la velocidad. También puede pegarse a las paredes y disparar correas afiladas desde las palmas de sus manos. Tiene dos juegos de brazos adicionales, cada mano posee garras endurecidas que pueden desgarrar el tejido humano. El Spider-Doppelganger es físicamente más fuerte que Spider-Man, aunque se desconoce el límite exacto de su fuerza. Es notablemente poco inteligente, aparentemente limitado al instinto animal, aunque era capaz de seguir las instrucciones de su "madre" Shriek, y era capaz de un discurso rudimentario en su reaparición. Su cuerpo también era algo maleable y podía formar diferentes formas en Maximum Carnage. Según los científicos que pudieron estudiarlo brevemente después de una muerte aparente, Doppelganger es "inorgánico y puede no haber estado legalmente vivo para empezar".

## Otros medios

### Televisión
- En el 1994, el episodio de Spider-Man, "La Boda", se representa a un Harry Osborn mentalmente inestable que sufre de pesadillas en las que visualiza a Spider-Man como una bestia idéntica a Doppelganger.

### Videojuegos
- Doppelganger es un jefe recurrente en el videojuego Spider-Man and Venom: Maximum Carnage.
- Doppelganger aparece como un personaje jugable en el juego móvil Spider-Man Unlimited.

### Mercancía
- Toy Biz lanzó una figura de acción Doppelganger en la línea de clásicos de Spider-Man.
- Diamond Select Toys lanzó una figura de acción Doppelganger en su línea Marvel de Minimates.
- Hasbro lanzó una figura de acción Doppelganger en la línea Marvel Legends.